# 抱怪虫属
抱怪蟲屬（學名：Amplectobelua）是抱怪蟲科的一個屬，底下有兩個物種，分別是雙肢抱怪蟲（學名：Amplectobelua symbrachiata）和史蒂芬山抱怪蟲（學名：Amplectobelua stephenensis）。生存在寒武紀時期的中國和美国。

## 發現與命名
1995年，侯先光等人在中國昆明澄江市的帽天山、小濫田、大坡头等地挖掘到新，命名包含雙肢抱怪蟲在內的五個物種，其中他們發現了抱怪蟲的5個標本，分別是NIGPAS 115346（正模標本）、NIGPAS 115347、NIGPAS 115348、NIGPAS 115349和NIGPAS 115350。2010年，艾莉森·C·戴利（Allison C. Daley）和格雷厄姆·愛德華·巴德（Graham Edward Budd）發表了史蒂芬山抱怪蟲。他們發現了5個標本，ROM 59492（正模標本）、ROM 59493、ROM 59494、ROM 59495、ROM 59496。
抱怪蟲屬的學名「Amplectobelua」是由拉丁文「Amplecto」（擁抱）和「belua」（怪獸）命名的。雙肢抱怪蟲的種小名symbrachiata的syn是由希臘文的συν(一起的意思)和brachion由希臘文βραχίονας（手臂,指的前附肢），是因為發現了保存完好的兩個前附肢化石，以此命名。史蒂芬山抱怪蟲的種小名是以化石發現地區史蒂芬山命名的。

## 資料來源
1. 1 2 3 4  Xian‐Guang, Hou; Bergström, Jan; Ahlberg, Per. . GFF. 1995-09, 117 (3)  [2023-10-15]. ISSN 1103-5897. doi:10.1080/11035899509546213. （原始内容存档于2018-07-22）.
2. 1 2 3 4  DALEY, ALLISON C.; BUDD, GRAHAM E. . Palaeontology. 2010-07-19, 53 (4). ISSN 0031-0239. doi:10.1111/j.1475-4983.2010.00955.x.